# Ahmed Naas
Ahmed Naas (arabisch أحمد ناس, DMG Aḥmad Nās; geboren am 5. Februar 1992) ist ein irakischer Leichtathlet. Er trat im Speerwurf in den paralympischen Klassen F40 und F41 an. Sein größter Erfolg war eine Silbermedaille bei den Paralympischen Sommerspielen 2012 in London.

## Leben
Ahmed Naas wuchs in Batha, Dhi Qar, südlich von Bagdad auf. Seine Familie betreibt dort ein Lebensmittelgeschäft, in dem er auch arbeitet. Er ist kleinwüchsig und einer von sieben Brüdern.
Ahmed Naas begann das Speerwurftraining im Irak, legte jedoch 2009 eine Pause ein, nachdem einer seiner Trainer behauptet hatte, ihm fehlten die athletischen Fähigkeiten. Ein Jahr später nahm er das Training wieder auf und wurde 2011 paralympischer Profi. Er qualifizierte sich für das paralympische Team und trat bei den Paralympischen Spielen 2012 in London an. Er startete dort in der Klasse F40 und warf bei seinem fünften Versuch 43,27 Meter. Damit stellte er einen neuen paralympischen Rekord auf. Er feierte dies mit einem dreifachen Radschlag, an dessen Ende er auf den Knien seine Faust gen Himmel streckte, woraufhin das Publikum lautstark applaudierte. Sein Rekord wurde jedoch noch am gleichen Tag von dem chinesischen Sportler Wang Zhiming überboten, der 47,95 Meter weit warf. Im weiteren Verlauf des Wettbewerbs wurde er noch neun weitere Male übertroffen. Dennoch bekam er bei der Siegerehrung den meisten Applaus.
Ahmed Naas erhoffte sich ein besseres Leben in seiner Heimat. Er erwartete, dort als Star gefeiert zu werden, zumal es eine von insgesamt nur acht Medaillen war, die Athleten seines Landes seit der ersten Teilnahme 1992 gewonnen hatten. Von seinem Preisgeld (ca. 26.000 Euro) kaufte er sich ein kleines Grundstück in Batha. Seine weiteren Hoffnungen erfüllten sich jedoch nicht und er musste weiter im Familienbetrieb arbeiten.
Auch bei den Sommer-Paralympics 2016 in Rio de Janeiro trat Naas an, jedoch war das Kategoriensystem inzwischen geändert worden. Die zusätzliche Klasse für kleinwüchsige Athleten, die erstmals 2012 eingeführt worden war, wurde wieder abgeschafft. Auch auf die Einführung einer punktebasierten Regelung, die besonders kleinwüchsigen Athleten einen Ausgleich verschafft hätte, wurde verzichtet. Stattdessen musste er in der Klasse F41 antreten. Dort erzielte er 35,29 Meter, ironischerweise ein neuer Weltrekord in der Klasse F40, aber Naas erreichte bei dem Wettbewerb nur Platz neun.
Dies wiederholte sich in ähnlicher Form ein Jahr später bei den Leichtathletik-Weltmeisterschaften der Behinderten 2017: Naas musste wiederum in der Klasse F41 antreten, wurde Fünfter, stellte aber mit 38,90 Meter einen neuen Weltrekord in der Klasse F40 auf. Bei den Weltmeisterschaften 2019 erreichte er ebenfalls wieder Platz 5.